# Gruna (Tschechien)
Gruna (deutsch Grünau) ist eine Gemeinde in Tschechien. Sie liegt sechs Kilometer östlich von Moravská Třebová und gehört dem Okres Svitavy an. Südlich des Ortes liegt das Tal der Třebůvka.

## Geschichte

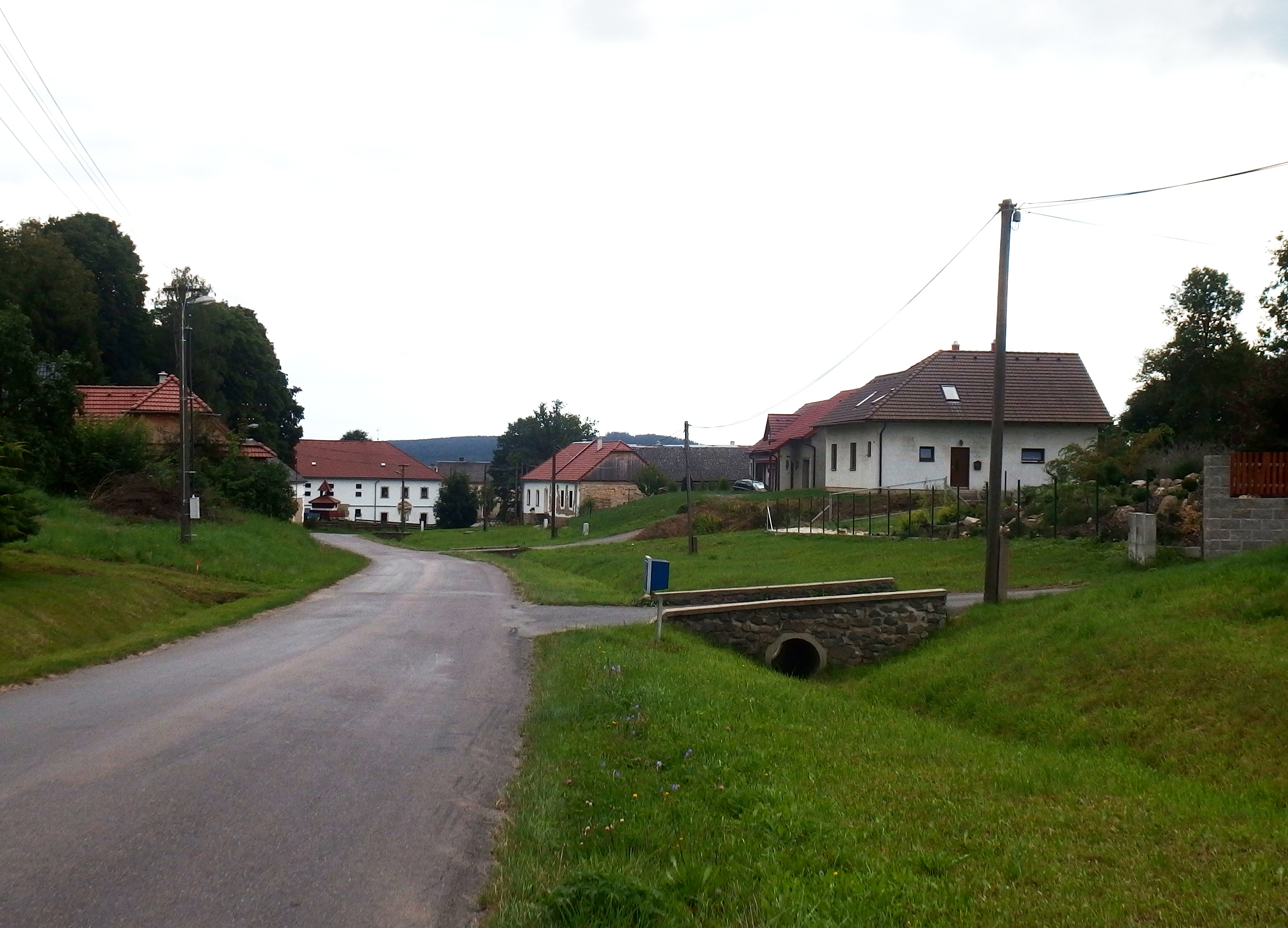
Dorfplatz von Gruna

Grünau wurde in der Mitte des 13. Jahrhunderts durch deutsche Kolonisten gegründet. 1365 kam der Ort im Süden des Schönhengstgaues zur Herrschaft Trübau, dies ist gleichzeitig der erste urkundliche Nachweis des Ortes. Auch die Ersterwähnung von Seibelsdorf, das damals als Sybothin bezeichnet wurde und zur Herrschaft Cimburg gehörte, stammt aus jenem Jahr. Im Jahre 1398 wurde auch Seibelsdorf Teil der Trübauer Herrschaft.
Grünau war seit 1486 Pfarrort. Im Jahre 1550 hielt die Reformation Einzug und 1625 erfolgte die Rekatholisierung.
Der Ort Charlottendorf mit 23 Siedlerstellen entstand 1787 bei der Aufteilung des Gutshofes Wojes (Svojanov) in der Herrschaft Mährisch Trübau.
Die Grünauer Dorfschule wurde 1848 eingeweiht, seit 1900 war sie zweiklassig geführt. Die Bewohner der Dörfer lebten von der Landwirtschaft, 1911 entstand in Grünau eine Schnapsbrennerei.
Nach der Ablösung der Patrimonialherrschaften wurden Grünau und Seibelsdorf selbständige Orte im neu gebildeten Bezirk Mährisch Trübau. Charlottendorf blieb von 1850 bis 1868 zu Wojes zugehörig und erhielt erst 1869 seine Eigenständigkeit.
Nach dem Münchner Abkommen wurden die Dörfer 1938 als Teile des Landkreises Mährisch Trübau im Sudetengau dem Deutschen Reich einverleibt. Alle drei Dörfer waren fast ausschließlich deutsch besiedelt. Nach dem Ende des Zweiten Weltkrieges wurden sämtliche Deutschen vertrieben und der Bevölkerungsverlust konnte durch die Ansiedlung von Tschechen nicht kompensiert werden. Gruna wurde 1945 Sitz einer neu gebildeten Gemeinde Borušovské Mýto, die 1949 wieder aufgelöst wurde. Karlín kam als Ortsteil zu Žipotín.
1960 erfolgte die Auflösung des Okres Moravská Třebová. Gleichzeitig wurde Žipotín einschließlich Karlín, dessen Bezeichnung seit dieser Zeit unterging, nach Gruna eingemeindet und der Ort kam zum Okres Svitavy. Im Jahre 1970 wurde die 1834 erbaute Pfarrkirche St. Laurentius in Gruna durch einen Brand zerstört. 1976 verlor Gruna seine Selbstständigkeit und war bis 1992 Teil der Stadt Moravská Třebová.
Der Kernort Gruna hatte im Jahre 2001 44 Häuser, von denen 34 zu Wohnzwecken dienen. Im Ort befindet sich das Pfarrhaus aus dem Jahre 1863 und eine Kapelle.
In Žipotín dienten 13 Häuser als ständiger Wohnsitz. In der Ortslage Karlín stehen insgesamt 23 Häuser. Sowohl in Žipotín als auch in Karlín steht eine kleine Kapelle. Hinzu kommen in gesamten Gemeindegebiet noch eine Anzahl Gebäude, die nur als Sommersitze genutzt werden, sowie Ferienhütten. Im Mai 2006 gingen bei Karlin 2 Windkraftanlagen in Betrieb.

## Gemeindegliederung
Zu Gemeinde Gruna gehört der Ortsteil Žipotín (Seibelsdorf) einschließlich des früheren Dorfes Karlín (Charlottendorf). Das Gemeindewappen zeigt eine große Weintraube.

## Einwohnerentwicklung
| Jahr | Gruna | Žipotín | Karlín   |
| ---- | ----- | ------- | -------- |
| 1854 | 461   | 117     | *        |
| 1880 | 492   | 111     | 262      |
| 1900 | 416   | 80      | 240      |
| 1921 | 356   | 76      | 186      |
| 1930 | 390   | 65      | 190      |
| 1939 | 384   | 79      | 175      |
| 1950 | 204   | 85 **   | **       |
| 2001 | 125   | (4) *** | (31) *** |

## Annenruhe
Eine tatsächliche Begebenheit aus dem 19. Jahrhundert wurde 1913 von Josef Willhardt in seinem Volksschauspiel Annenruhe verarbeitet.
Im Jahre 1819 verliebte sich Josef Herkner, Kaufmann und Bürgermeistersohn aus Mährisch Trübau in die Charlottendorfer Försterstochter Anna Gläser (1801–1823), deren Eltern miteinander verfeindet waren. Die Försterleute stimmten einer Ehe ihrer Tochter mit Herkner nicht zu und verheirateten sie 1823 mit dem Ranigsdorfer Ortsrichter Franz Anton Gromes. Nachdem Anna noch im Hochzeitjahr verstorben war, kursierten Erzählungen, wonach Herkner die Tote in seinen Garten am Hang des Kreuzberges umgebettet haben sollte. Am Vorabend des St. Anna-Festes 1825 erlebten die Trübauer eine große Überraschung als der Weg aus der Stadt zum Garten mit Feuern markiert wurde und in Herkners hell erleuchtetem Garten auf einem grabähnlichen Hügel die Schriftzüge Dir dort, es heiße Annenruhe lesbar wurden. Untersuchungen ergaben schnell, dass die hergerichtete Grabstätte unecht war und Herkner seine Geliebte nicht vergessen konnte.
Fast 100 Jahre später bewahrheiteten sich doch die Gerüchte einer Umbettung des Leichnams der Anna Gromes, als 1924 in ihrem Grabe nur ein leerer Sarg vorgefunden wurde. Schließlich stießen 1934 Arbeiter bei Steinbrucharbeiten im Bereich des früheren Herknerschen Gartens am Kreuzberg an anderer Stelle auf ein weibliches Skelett. Die sterblichen Überreste Annas wurden in die Familiengrabstätte der Gromes überführt.